# Michiel Achterhoek
Michiel Achterhoek (Almelo, 5 augustus 1976) is een Nederlands voormalig professioneel voetballer die als doelman uitkwam voor Heracles Almelo en BV Veendam.

## Clubcarrière
Achterhoek speelde in zijn jonge jaren voor Oranje Nassau Almelo. Hij was bij die club vaak nog veldspeler, maar hij werd omgeschoold tot doelman. In het seizoen 1995/96 brak hij bij Heracles Almelo door in het profvoetbal. Bij de Almelose club was hij echter jarenlang reservedoelman achter Jacco Beerthuizen, Christol van Campenhout en Frank van der Geest. Derhalve vertrok hij in 1999 naar BV Veendam, waar hij de naar SVBO verkaste Richard Vennema verving als stand-in voor Peter van der Vlag. Verder dan zeven duels na een schouderblessure van laatstgenoemde kwam hij echter niet. Via een korte periode terug bij Heracles, speelde Achterhoek in het amateurvoetbal voor RKVV STEVO en SVZW Wierden.

## Statistieken
| Seizoen | Club            | Competitie     | Competitie | Competitie | Beker | Beker | Internationaal | Internationaal | Totaal | Totaal |
| Seizoen | Club            | Competitie     | Wed.       | Dlp.       | Wed.  | Dlp.  | Wed.           | Dlp.           | Wed.   | Dlp.   |
| ------- | --------------- | -------------- | ---------- | ---------- | ----- | ----- | -------------- | -------------- | ------ | ------ |
| 1995/96 | Heracles Almelo | Eerste divisie | 2          | 0          | 0     | 0     | —              | —              | 2      | 0      |
| 1996/97 | Heracles Almelo | Eerste divisie | 7          | 0          | 0     | 0     | —              | —              | 7      | 0      |
| 1997/98 | Heracles Almelo | Eerste divisie | 5          | 0          | 0     | 0     | —              | —              | 5      | 0      |
| 1998/99 | Heracles Almelo | Eerste divisie | 2          | 0          | 0     | 0     | —              | —              | 2      | 0      |
| 1999/00 | BV Veendam      | Eerste divisie | 7          | 0          | 0     | 0     | —              | —              | 7      | 0      |
| 2000/01 | Heracles Almelo | Eerste divisie | 3          | 0          | 0     | 0     | —              | —              | 3      | 0      |
| Totaal  | Totaal          | Totaal         | 26         | 0          | 0     | 0     | 0              | 0              | 26     | 0      |